# 1333 Cevenola
Az 1333 Cevenola (ideiglenes jelöléssel 1934 DA) a Naprendszer kisbolygóövében található aszteroida. Odette Bancilhon fedezte fel 1934. február 20-án.